# Farin de Hautemer
Pour les articles homonymes, voir Farin.
Farin de Hautemer (né Charles Farin le 26 novembre 1685 à Franqueville-Saint-Pierre et mort à Rouen vers 1770) est un acteur et dramaturge français.

## Biographie
À l’origine reçu docteur en médecine, Farin de Hautemer dirige la troupe de théâtre de Lille en 1748-1749 avant de s’attacher à l’Opéra-Comique de Paris dont il va devenir auteur pour y représenter La Toilette, comédie en un acte et en vers, dédiée aux dames (Lille, 1748), Le Docteur d'amour, comédie en un acte et en vers représenté pour la première fois le 6 mars 1748, Arlequin gouré ou la Gageure, comédie en un acte et en vers (1750), Les Filets de Vulcain, comédie en un acte et en vers (1750), Le Troc, parodie des Troqueurs de Vadé, opéra en un acte avec Anseaume (1750), Le Boulevard, comédie en un acte et en vers (1750), L'Impromptu des harangères, opéra avec divertissement à l'occasion de la naissance du duc de Berri (1750), La Maison à deux portes, comédie en un acte (1755).
On a encore de lui une Lettre de l'abbé Desfontaines à Fréron (1756) et Les Bigarrures, recueil de pièces fugitives (Lausanne, 1756).

## Œuvres
- L'Impromptu des harangères : opéra-com. divertissement ; à l'occasion de la naissance de Monseigneur le Duc de Berri ; représenté pour la 1re fois à la Foire S. Laurent, le 5 septembre 1754, Paris, Duchesne, 1754
- Le Boulevard : opéra-comique, ballet en un acte : représenté pour la première fois sur le Théâtre de la Foire S. Laurent le 24 août 1753, Paris, Duchesne, 1753
- Le Troc. Opéra-comique, parodie des Trocqueurs ; avec toute la musique, Paris, Duchesne, 1756.

## Source
- Théodore-Éloi Lebreton, Biographie rouennaise, Rouen, Le Brument, 1865.